# Bud Abell
Harry Everett Abell (más conocido como Bud Abell, Kansas City, 21 de diciembre de 1940) es un exjugador estadounidense de fútbol americano que ocupaba la posición de linebacker en la American Football League —que posteriormente se fusionó con la Liga Nacional de Fútbol (del inglés: National Football League)—. Además, jugó fútbol americano universitario en la Universidad de Misuri, siendo reclutado por los Dallas Cowboys en el Draft de la NFL de 1964 en la 228º posición de la decimoséptima ronda y por los AFL Kansas City Chiefs en el Draft de la AFL del mismo año en la posición 178º de la vigésimo tercera ronda.

## Estadísticas en temporada regular
| 1            | 1968 | 3  | 22-09-1968 | 27-276 | KAN |  | DEN | G 34-2  | 0 | 0 |      | 0 | 2 | 14 | 0 |
| 2            | 1968 | 12 | 28-11-1968 | 27-343 | KAN |  | HOU | G 24-10 | 1 | 0 | 0.00 | 0 | 0 | 0  | 0 |
|              |      |    | 2 juegos   |        |     |  |     |         | 1 | 0 | 0.00 | 0 | 2 | 14 | 0 |
| Notas: 1. 2. |      |    |            |        |     |  |     |         |   |   |      |   |   |    |   |